# Kudari, Ohtîrka
Kudari (în ucraineană Кударі) este un sat în comuna Mala Pavlivka din raionul Ohtîrka, regiunea Sumî, Ucraina.

## Demografie
Componența lingvistică a localității Kudari
     Ucraineană (100%)
Conform recensământului din 2001, toată populația localității Kudari era vorbitoare de ucraineană (100%).